# Lewis J. Selznick
Lewis J. Selznick (ur. 2 maja 1870 w Kijowie, zm. 25 stycznia 1933 w Los Angeles) – amerykański producent filmowy.

## Filmografia
- 1916: Wojenne narzeczone

## Wyróżnienia
Posiada swoją gwiazdę na Hollywoodzkiej Alei Gwiazd.